# La grande passione (film 1951)
La grande passione (The House in the Square) è un film del 1951 diretto da Roy Ward Baker.

## Trama
Peter Standish è un giovane scienziato nucleare americano, ma ha un grande interesse per il settecento e vive a Londra in una vecchia casa di Berkeley Square, ricevuta in eredità. Un suo antenato, anch'egli di nome Peter Standish, è vissuto duecento anni prima e ha lasciato un diario che lo scienziato ha letto e riletto.
A causa dello stress da superlavoro, Peter va soggetto a strane allucinazioni e si fa curare da un amico. Una sera, dopo aver riaccompagnato l'amico, cade sulla porta di casa colpito da un fulmine; quando si sveglia, si trova trasportato nella Londra del settecento. Lo accolgono la zia e la cugina Kate, che dovrebbe essere la sua fidanzata. Assieme a loro è Helen, sorella di Kate, di cui non ha letto nulla nel diario, ma dalla quale si sente inspiegabilmente attratto.
Nei giorni successivi, Peter incorre in numerosi malintesi con i familiari perché usa una terminologia moderna e parla di argomenti che non avrebbe potuto conoscere se fosse vissuto davvero nel diciottesimo secolo. Helen sembra esser l'unica a non meravigliarsi di lui, anzi se ne innamora e lui le rivela che davvero viene dal futuro e le mostra anche il laboratorio nella cantina, dove compie gli esperimenti.
Piuttosto che impaurita, Helen si mostra incuriosita, ma implora Peter di non far preoccupare gli altri parenti parlando ancora del futuro. Peter dal canto suo si sente obbligato a sposare Kate, consapevole di non poter cambiare il passato dei suoi antenati, ma durante un ricevimento si lascia scappare alcune rivelazioni parlando con la duchessa del Devonshire. Le cose peggiorano quando viene scoperto il suo laboratorio e un maturo pretendente di Helen, dichiarandolo pazzo, vorrebbe farlo internare nel Bethlem Royal Hospital.
Prima di essere ricoverato, Peter si reca nella camera di Helen e vi trova una croce ansata, che lei gli ha lasciato in ricordo del loro amore. Uscito dalla porta di casa, un secondo fulmine lo riporta nuovamente nel presente: si rende conto che ha vaneggiato per settimane, corre nel giardino di casa e scopre la tomba di Helen, che è morta proprio pochi giorni dopo il suo ricovero in manicomio, ma ritrova l'esatta immagine di Helen nella sorella dell'amico che lo ha curato durante la malattia.

## Produzione
Il film sarebbe dovuto andare in produzione nel gennaio 1945, con Gregory Peck e Maureen O'Hara come protagonisti. Il progetto tuttavia fu accantonato e fu ripreso nel 1950, quando la stampa diede nuovamente l'annuncio della lavorazione di The House in the Square con Tyrone Power come protagonista. Come partner di Tyrone Power era stata scritturata la francese Micheline Presle, ma all'inizio delle riprese (gennaio 1951) dovette rinunciare per problemi di salute. Dopo aver preso in esame altre attrici quali Jean Simmons e Constance Smith, il produttore Darryl F. Zanuck decise di scegliere Ann Blyth.